# Pegasos
A Pegasos (más néven: PegasosPPC) a Genesi cég által gyártott és forgalmazott, mára már megszűnt számítógép-modelljének, illetve alaplapjának a márkaneve. A PowerPC platformra épülő gépeknek két modellváltozata létezett, a 2002 végén kiadott Pegasos I és a 2003 októberétől gyártott Pegasos II.

## Történet
A Genesi 2003 elején adta ki PowerPC-alapú alaplapját, a Pegasost, melyet alapvetően a Phase5 hardverfejlesztő tudására és néhány kulcsemberére alapított bPlan cég fejlesztett ki, de amely nem sokkal a kiadás előtt egyesült a Thendic céggel Genesi néven. Valójában a design alapelemei a Mai Logic akkor már meglévő Teron sorozatú alaplapjainak chipsetjéből (pl. Articia északi híd) származtak, melyet a bPlan, Gerald Carda vezetésével, jelentősen áttervezett. Az új chipet és vele együtt a Pegasost még az aacheni Amiga+Retro Computing kiállításon jelentették be 2002. december 7-én. Ugyanitt mutatták be a MorphOS-t is, melyet aztán az alaplaphoz kínáltak a Linux mellett.
Csak az első Pegasos alaplapok legyártása után derült ki, hogy a felhasznált Mai Logic tervezésű Articia chip nem felel meg a specifikációinak (értsd: súlyos tervezési hibát tartalmaz), így súlyos stabilitási és adatvesztési problémákat okozhat, valamint a teljesítménye is elmarad a várttól. Gerald Carda az Articia hibáinak javítására tervezte az újabb Pegasos alaplapokra került April1 és April2 chipeket (az "April" név szellemes szójáték a "Mai" Logic párjaként. Egy közkeletű szlogent is használtak, miszerint "nincsen május április nélkül"), amelyek így - jelentős teljesítményvesztés árán - stabil működést tettnek lehetővé. A későbbiekben Pegasos I-re átkeresztelt alaplapot így fejlesztői és bétateszter alaplapként árusították egészen 2003 közepéig. Kevesebb mint 1000 példány készült.
2003 végén megjelent a második generációs Pegasos alaplap, a Pegasos II, amely az első változat hibáinak kijavítása mellett jelentős teljesítménybeli növekedést is hozott. A kialakítás már nem tartalmazza az April chipet (chipset fixet), helyette a Marvell "Discovery II" MV64361 látja el az északi híd szerepét. Több revízió (2B1-2B5) is készült az alaplapból, de azok minimális komponensbeli különbségeket tartalmaznak, operációs rendszer szintjén egymással teljesen kompatibilisek.
2006 júliusában az Európai Unió betiltotta az ólomalapú forraszanyagok használatát. Ennek nyomán a Genesi kénytelen volt leállítani a Pegasos alaplapok gyártását és forgalmazását. A végkiárusítás 2006 novemberében zajlott 399 dolláros áron. Az alaplap tervdokumentációját a gyártás megszüntetése után közzétették.

## Pegasos I jellemzők

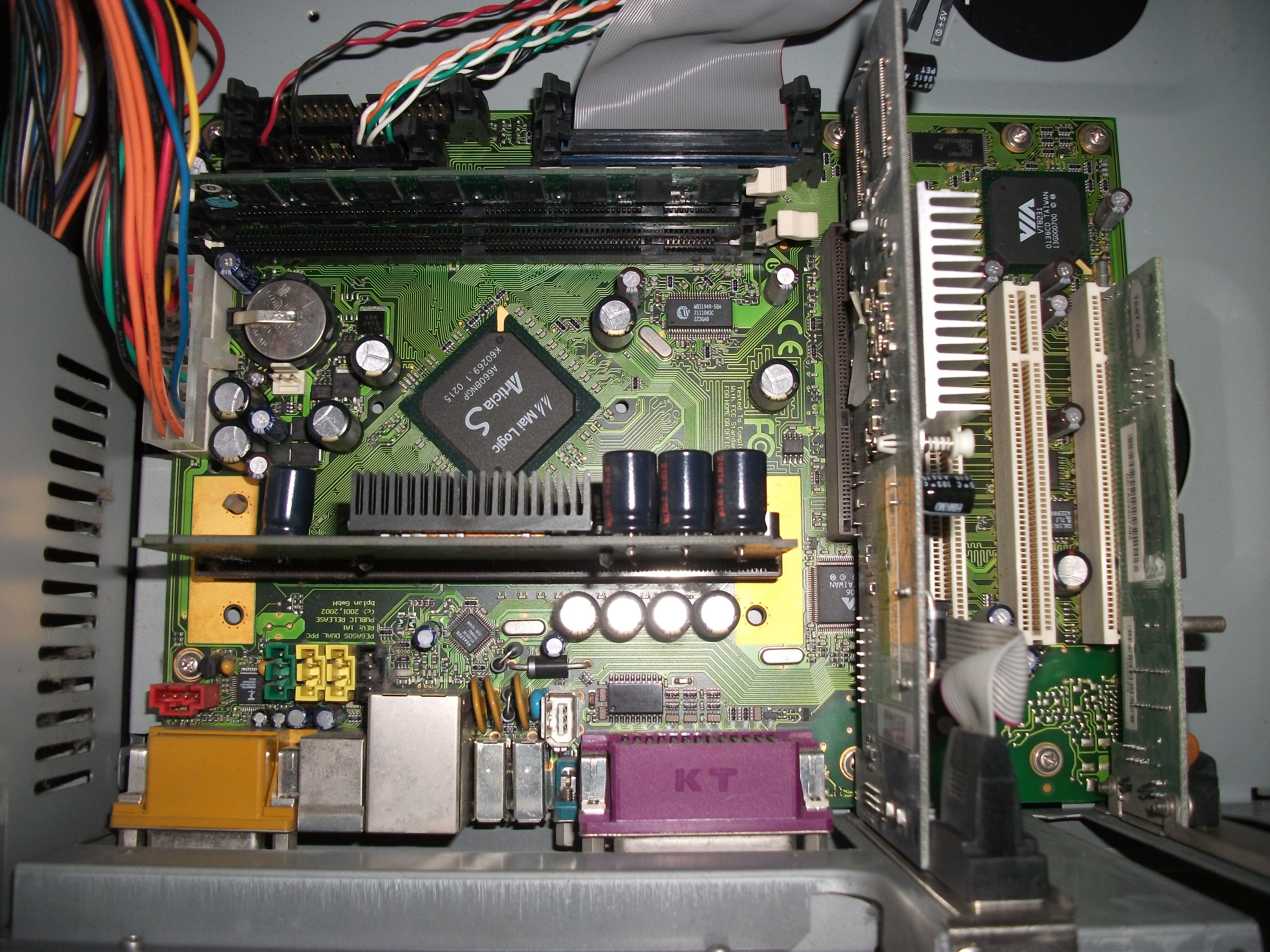
Pegasos I alaplap, még az April fixek előttről

A PowerPC G3 processzor által hajtott alaplap MicroATX kialakítású, AGP és PCI kártyafoglalatokkal szerelve. Minden fontos port megtalálható rajta az USB-től a hálózati csatlakozóig. A bootolást az Open Firmware hajtja végre (0.1 beta). A Pegasos I képes bootolni ext2, illetve az AFFS1 partíciókról.
- Freescale 600 MHz PowerPC 750CXe (G3) processzor (aktív hűtést nem igényel)
- 512 MB PC133 SDRAM (max. 2 GB, két foglalat
- ATA100 merevlemez (HDD) támogatás
- Hajlékonylemez (FDD) támogatás
- PCI alrendszer (32 Bit / 33 MHz)
- AGP foglalat
- 2+1 USB csatlakozó
- PS/2 egér és billentyűzet csatlakozó
- FireWire 400 támogatás
- 10/100 megabit Ethernet port
- AC'97-kompatibilis hang - be-/kimenet, analóg/digitális (S/PDIF)
- Játék-port (PC joystick támogatás)
- Párhuzamos port és Soros port (IrDA támogatás)
- MicroATX alaplap (236×172 mm)[3]

## Pegasos II jellemzők

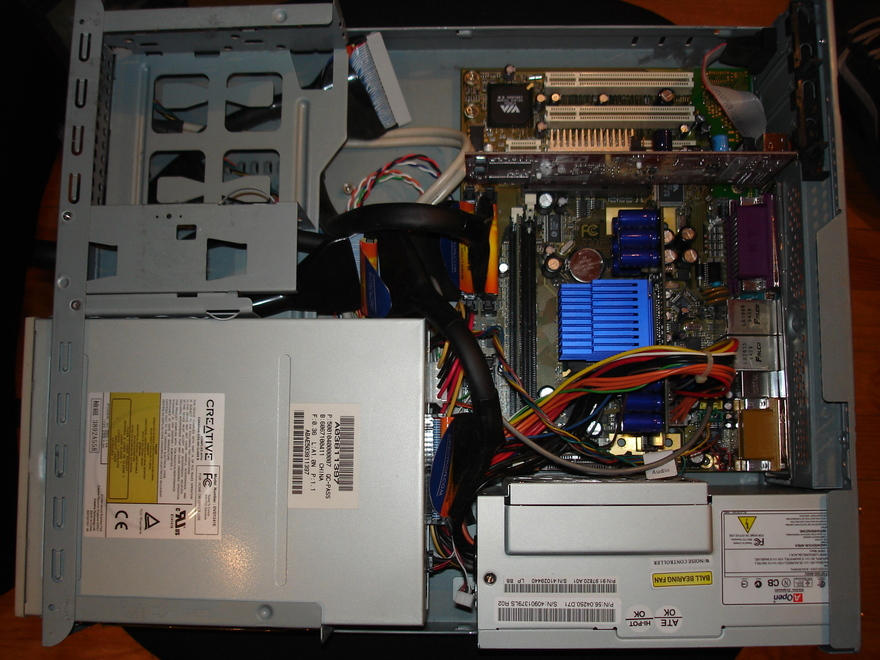
Pegasos II (G4), belső nézet

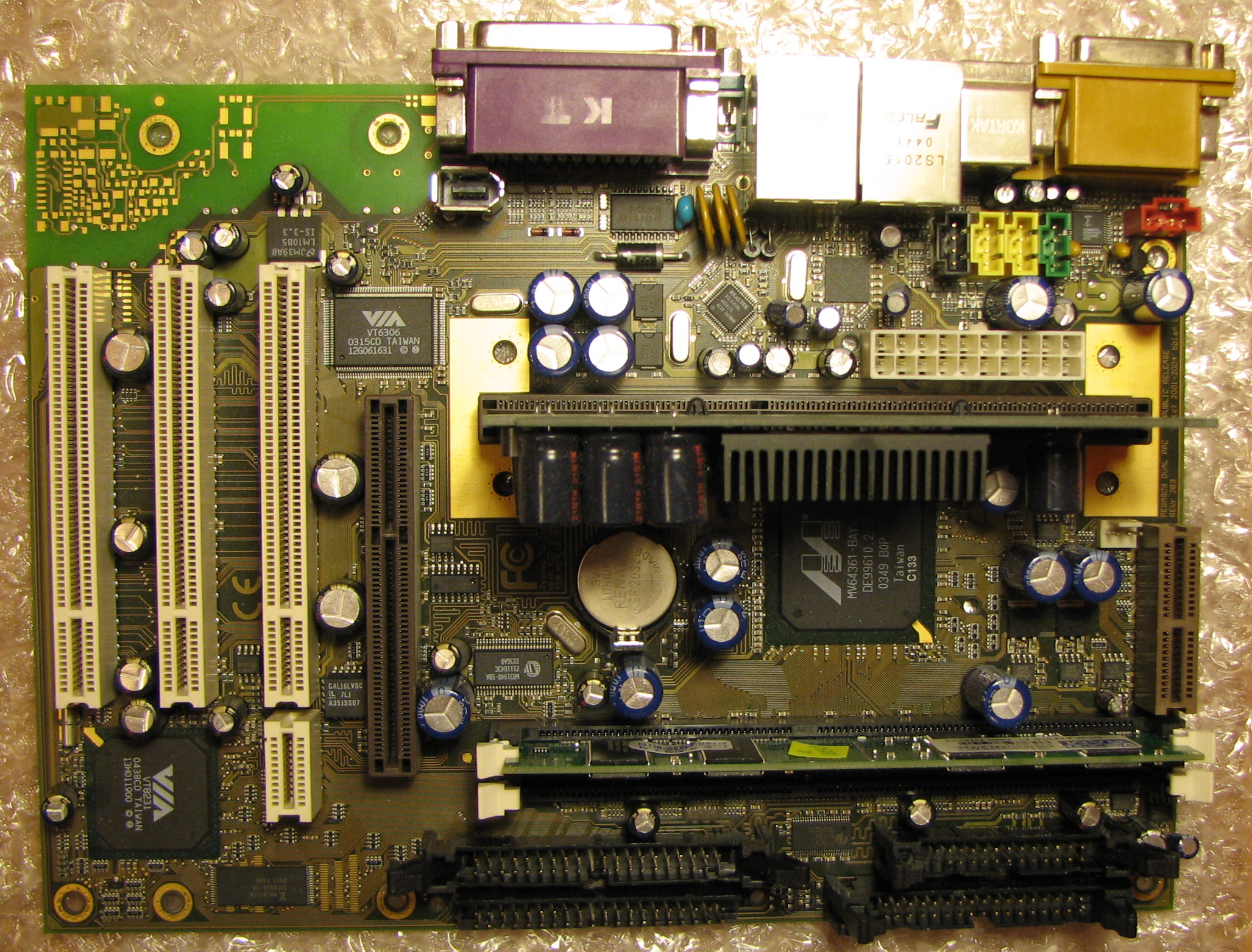
Pegasos II alaplap v1.0 (2B3)

A PowerPC G4 processzor által hajtott alaplap MicroATX kialakítású, AGP és PCI kártyafoglalatokkal szerelve. Minden fontos port megtalálható rajta az USB-től a gigabites hálózati csatlakozóig. A bootolást az Open Firmware hajtja végre (1.0-1.2). A Pegasos II képes bootolni ext2, FAT, illetve FFS és SFS partíciókról. Ezen kívül DDR SDRAM memóriamodulokat alkalmaztak a korábbi SDRAM helyett.
- Freescale 1.0 GHz MPC7447 processzor (aktív hűtéssel)
- 512 MB DDR RAM (max. 2 GB, két foglalat, csak 2B5 revíziótól használható mindkettő egyszerre)[10]
- 80 GB ATA100 merevlemez (HDD)
- Kétrétegű (Dual-Layer) DVD±RW meghajtó
- Hajlékonylemez (FDD) támogatás
- 3× PCI foglalat (32 Bit / 33 MHz)[10]
- AGP-alapú ATI Radeon 9250 videó-áramkör (DVI, VGA és S-Video kimenet)
- 4× USB
- PS/2 egér és billentyűzet támogatás
- 3× FireWire 400 (két külső csatlakozó)
- 2× Ethernet port, 100 Mbit/s és 1 Gbit
- AC'97-kompatibilis hang - be-/kimenet, analóg/digitális (S/PDIF)
- Játék-port/MIDI-port
- Párhuzamos port és Soros port (IrDA támogatás)
- MicroATX alaplap (236×172 mm)
- Kis méretű számítógépház - (92×310×400 mm)

## Open Desktop Workstation
Az Open Desktop Workstation (röviden ODW) a Pegasos II szabványosított és nyilvánossá tett változata. A Genesi ingyenesen hozzáférhető módon kiadta a teljes tervdokumentációt és a komponens-listát is. Ennek megvalósításaként a Genesi kiadta az ODW-alapú Home Media Center termékét, mely "Best in Show" díjat nyert el a 2005-ös Freescale Technology Fórumon.

## Operációs rendszer támogatás
- MorphOS, melyet eredetileg Pegasos-platformhoz fejlesztettek ki, és amelynek a Genesi volt az elsődleges támogatója.
- Amiga OS 4.1, melynek támogatását 2009. január végén jelentette be a Hyperion Entertainment (csak Pegasos II).[12]
- Linux, melynek különféle disztribúciói (pl. Debian, openSUSE stb.) jelenleg kernel-szinten támogatják a Pegasos modelleket. A CHRP-n alapuló PowerPC platformok támogatása azonban hamarosan megszűnik, így a Pegasoson is csak egyre régebbi Linux-verziók fognak működni.[13]
- Mac OS, melynek Classic Mac OS és Mac OS X kiadásai futtathatók Pegasoson Mac-on-Linux használatával, bár ez az Apple Inc. végfelhasználói licencszerződésének (EULA) megszegésével jár.[14]
- NetBSD, mely jelenleg is támogatja a platformot.[15]
- OpenBSD, mely korábban a Genesi kezdeményezése nyomán - rövid ideig - támogatta a platformot, de jelenleg nem. A rövid támogatás hátterében egy pénzügyi problémák miatt ki nem fizetett fejlesztővel való vita állt.[16]
- OpenSolaris, melynek PowerPC portja fejlesztése során a Genesi/Freescale támogatásaként a Pegasos II hardvere referencia platformként szolgált.[17]
- QNX, mely korábban támogatta a Pegasos platformot,[18] de mára kivezetésre került a PowerPC támogatás.

## Firmware
- Pegasos I/G3 "PRE-APRIL", Alaplap: 1A (0.1b73), CPU: 750 CX 1.0, SF: 1.1 (20020814)
- Pegasos I/G3, Alaplap: 1A1 (0.1b112), CPU: 750 CX 1.0, SF:1.1 (20021203121657)
- Pegasos I/G3, Alaplap: 1A1 (0.1b114), CPU: 750 CX 1.0, SF: 1.1 (20030317114750)
- Pegasos II/G4, Alaplap: 1.1, CPU: 744X 1.1, SF: 1.2 (20040224)
- Pegasos II/G3, Alaplap: 1.1 (0.2b1), CPU: 750 CX 1.0, SF: 1.2 (20040402193939)
- Pegasos II/G4, Alaplap: 1.1, CPU: 744X 1.1, SF: 1.1 (20040405)
- Pegasos II/G4, Alaplap: 1.1, CPU: 744X 1.1, SF: 1.2 (20040405)
- Pegasos II/G4, Alaplap: 1.2, CPU: 744X 1.2, SF: 1.1 (20040505)
- Pegasos II/G4, Alaplap: 1.0 (2B3), CPU: 744X 1.0, SF: 1.2 (20040810112413)
- Pegasos II/G4, Alaplap: 1.2, CPU: 744X 1.1, SF: 1.2 (20040810112413)
- Pegasos II/G3, Alaplap: 1.2, CPU: 750 CX 1.0, SF: 1.2 (20040810112413)
- Pegasos II/G4, Alaplap: 1.2 (2B2), CPU: 744X 1.2, SF: 1.2 (20040810112413)
- Pegasos II/G4, Alaplap: 1.2, CPU: 744X 1.2, SF: 1.2 (20050602111451)
- Pegasos II/G4, Alaplap: 1.2 (2B5), CPU: 744X 1.2, SF: 1.2 (20050808153840)
- Pegasos II/G4, Alaplap: 1.2 (2B5),CPU: 744X 1.2, SF: 1.2 (20051216161829)

### IKARUS rendszer-konzol
A konzol a bootolás során az Esc billentyű lenyomására érhető el.
- a <addr> cím
- b
- c CPU PVR érték
- g <> go
- i <> in
- l
- m memória méret
- o <> out
- q kikapcsolás
- r olvasás
- s
- v
- w <32 bites érték> írás
- x kilépés
- z
- + cím növelése
- - cím csökkentése
- Space